# Friedrich Cornelius (Historiker)
Friedrich Cornelius (* 2. Juli 1893 in München; † 8. Januar 1976 in Schondorf am Ammersee) war ein deutscher Hochschullehrer für Alte Geschichte.

## Leben
Friedrich Cornelius war Sohn von Hans Cornelius (1863–1947), Enkel des Carl Adolph Cornelius (1819–1903), Großneffe des Peter Cornelius (1824–1874) und Urgroßneffe des Peter von Cornelius (1783–1867). Cornelius besuchte das Wilhelmsgymnasium München und bestand dort 1912 das Abitur. Anschließend studierte er, mit durch den Ersten Weltkrieg bedingten Unterbrechungen, Geschichte und wurde 1919 im Fach Neue Geschichte promoviert. Danach war Cornelius lange gezwungenermaßen freier Schriftsteller. Zum 1. Juli 1930 trat er der NSDAP bei (Mitgliedsnummer 264.729), wurde in ihr Ortsgruppenleiter und 1933 Bürgermeister der Gemeinde Garching. 1939 habilitierte er sich bei Alexander Schenk Graf von Stauffenberg an der Universität Würzburg mit Untersuchungen zur frühen römischen Geschichte und wurde daraufhin Dr. phil. habil., erhielt aber nicht die Lehrberechtigung (venia legendi) verliehen.
In der Zeit des Nationalsozialismus arbeitete Cornelius ab 1942 in Frankfurt am Main im Institut zur Erforschung der Judenfrage und äußerte sich vielfach stark antisemitisch. Nach Ende des Zweiten Weltkrieges wurden Cornelius’ Schrift Ludendorffs Irrtum (F. Cornelius, München 1937) und der mit Walter Eckhardt verfasste Abriß der germanischen Geschichte: Vom Kimbernzug bis zur Karl dem Großen und der Wikingerzeit (Kohlhammer, 2. Auflage Leipzig 1943) in der Sowjetischen Besatzungszone auf die Liste der auszusondernden Literatur gesetzt.
Ab dem Wintersemester 1957/1958 war Cornelius Lehrbeauftragter für „Grundfragen der Geschichte des Alten Orients“ am Althistorischen Seminar der Universität München. Nachdem im Jahr 1966 Hermann Bengtson nach München berufen wurde und dieser selbst altorientalistische Themen in seinen Lehrveranstaltungen behandelte, wurde der Lehrauftrag von Cornelius in einen für antike Religionsgeschichte umgewandelt.

## Chronologie von Albright-Cornelius
Friedrich Cornelius berechnete als erster die Regierungszeit des Chammurabi (inzwischen zumeist Hammurabi geschrieben) auf Grund von Keilschrifttexten mit astronomischen Beobachtungen auf das Jahr genau mit 1728 bis 1686 v. Chr. Vorher hatte man seine Regierungszeit um 2000 v. Chr. angenommen und sprach von einer Lücke von ca. 300 Jahren ohne Überlieferungen in der Geschichte des alten Orients. Diese Lücke verschwand mit der genauen Berechnung der Regierungszeit des Chammurabi. Unabhängig von Friedrich Cornelius kam auch der amerikanische Geschichtsforscher William Foxwell Albright zum selben Ergebnis. Deshalb nennt man die auf den von beiden Wissenschaftlern erschlossenen Jahreszahlen basierende Chronologie auch die „Cornelius-Albrightsche Chronologie“.

## Schriften
- 1925: Die Weltgeschichte und ihr Rhythmus. Ernst Reinhardt Verlag München
- 1929: Die Tyrannis in Athen. Ernst Reinhardt Verlag München
- 1932: Cannae: Das militärische und das literarische Problem (= Klio. Beihefte. Band 26). Dieterich, Leipzig

- Schäffers Abriß aus Kultur und Geschichte. Verlag W. Kohlhammer Abteilung Schäffer Leipzig:

- 1938: Abriß der Germanischen Götterlehre. Heft 10
- 1942: Abriß der Germanischen Geschichte.

- 1940: Untersuchungen zur frühen römischen Geschichte. Ernst Reinhardt Verlag München
- 1942: Indogermanische Religionsgeschichte. Ernst Reinhardt Verlag München

- Schäffers Abriß aus Kultur und Geschichte, Abteilung I Geschichte; W. Kohlhammer Verlag Stuttgart und Köln:

- 1950: Geschichte des Alten Orients, Band 3.
- 1950: Griechische Geschichte. Band 4.
- 1950: Römische Geschichte. Band 5.
- 1950: Das Zeitalter des Absolutismus. Band 9.

- 1959: Wilhelm Esch-Expedition nach Kleinasien
- 1960: Geistesgeschichte der Frühzeit. I. Teil. Verlag E. J. Brill, Leiden
- 1962: Geistesgeschichte der Frühzeit. II. Teil Band 1
- 1967: Geistesgeschichte der Frühzeit. II. Teil Band 2
- 1969: Mitarbeiter bei der deutschen Ausgabe des zweibändigen enzyklopädischen Werkes: Die Bibel und ihre WELT. Herausgegeben von Gaalyahu Cornfeld und Johannes Botterweck, Gustav Lübbe Verlag.
- 1969: Die Glaubwürdigkeit der Evangelien (Philologische Untersuchungen) Ernst Reinhardt Verlag München/Basel
- 1973: Geschichte der Hethiter. Wissenschaftliche Buchgesellschaft. Darmstadt